# Alchemilla transiens
Alchemilla transiens es una especie de planta fanerógama de la familia Rosaceae.

## Descripción
Hierbas vivaces de tronco sufrútices de hasta 30 cm, tapizante, pecíolos de las hojas erectos, verdes, totalmente cubiertos de pelos cortos y finos (sericeos). Hojas formando una roseta de 5 a 7 lóbulos, más o menos ovobados, con el ápice redondeado y aserrado. Hoja caulinar superior con las estípulas con formas como de dientes que aumentan de tamaño hacia la base del limbo. Inflorescencia con 35-300 flores, de 2-6 cm de anchura, estrecha; monocasios esféricos, reducidos; pedúnculos floríferos 0,5- 1 mm, con brácteas en todas las flores. Flores 3 x 4 mm, de verde-amarillentas a amarillas. Fruto aquenio.
Hábitat
Rupícola (grietas de rocas y acantilados). Malezas silicícolas. Matorrales, landas, roquedos.
Distribución.
Montañas del SW de Europa: Italia, (Dolomitas), Alpes marítimos, Macizo Central francés y península ibérica.
CorologíaOrófita alpina
Etimología
Alchemilla: Según Giuseppe Dalla Fior, de la alquimia árabe alkemelyck, porque los alquimistas la utilizaron en la búsqueda de la piedra filosofal. El agua que se genera en el vértice de los dientes de las hojas debido al fenómeno de la gutación, particularmente frecuente y conspicua en las plantas de alquimila; A. Coombes afirma que la forma en que las hojas repelen el agua fue considerada mágica

transiens: de transform, cambio: que se transforma, que cambia de apariencia.

## Taxonomía
Sinonimia
- Alchemilla alpina subsp. basaltica (Buser ex E.G.Camus) Malag.
- Alchemilla alpina subsp. transiens (Buser) O.Bolos & Vigo
- Alchemilla alpina var. corsica (Buser) Buser
- Alchemilla alpina var. transiens (Buser) Asch. & Graebn.
- Alchemilla mucronata D.Gómez & P.Monts.
- Alchemilla obovalis Buser
- Alchemilla saxatilis subsp. transiens Buser
- Alchemilla subtruncata Buser

Vernáculo
Pie de león (nombre dado también a otras especies).